# Saint Javelin

Розпис муралу «Свята Джавеліна» в Києві

Saint Javelin (укр. Свята Джавеліна) — концептуальний мем, який став популярним як «мем опору» під час російсько-української війни. Мем був спочатку створений Крістіаном Борисом, і він став відомим у всьому світі, в результаті чого з'явилися інші подібні меми. Мем підняв моральний дух і використовувався в товарних продуктах, в результаті чого зібрано понад мільйон доларів на допомогу гуманітарним благодійним організаціям, які допомагають Україні після вторгнення Росії в 2022 році.
Мем винайшов журналіст Крістіан Борис, українсько-польський канадець, спочатку як легкий мем для використання на наклейках. Борис багато працював з певною українською благодійною організацією і вирішив створити бренд, який може допомогти благодійній організації.
Наразі Борис перебуває в Торонто, але раніше працював в Україні як журналіст під час початкового конфлікту з 2014 року. Перебуваючи там, він працював позаштатно в різних країнах, і був особливо схвильований важким становищем сиріт та вдів, які постраждали від сепаратистського конфлікту на Донбасі.

## Мем
У самому мемі зображена стилізована Мадонна (за деякими джерелами помилково стверджується, що це Марія Магдалина або свята Ольга Київська), що тримає в руках ПТРК. Богородиця, як зображено в рекламній кампанії, представлена в традиційному православному стилі ікони. Хоча в стандартній художній Мадонні Марію часто (але не завжди) зображували, як вона тримає на руках немовля Ісуса, у цьому випадку вона тримає протитанкову зброю. Гумор мему — це зіставлення святої фігури в традиційному одязі та стилі I століття нашої ери, у малоймовірному положенні перебуваючи на дійсній службі, знищуючи російські танки, озброєні сучасною протитанковою зброєю. Зображена зброя є протитанковим комплексом FGM-148 Javelin виробництва США, яка була передана у великій кількості та активно використовується в Україні проти російської бронетехніки. ПТРК широко відомий як «Джавелін». Як правило, в недавньому мистецтві Мадонна та інші традиційні фігури зображуються подібним чином, тримаючи сучасні предмети, що контрастують з традиційним зображенням релігійної фігури, зокрема кросівки, позолочені автомати АК 47 тощо.
Замість традиційного кольорового одягу, її сукня темно-зелена, щоб нагадувати військовий одяг, і хоча її німб був червоним у попередній версії, пізніше він був змінений на синьо-жовтий, щоб представляти Україну. Мем завоював популярність настільки, що став визнаним символом українського опору.
Дизайн створив український графічний дизайнер Євген Шалашов, який живе у Львові й працював у Бориса. Це адаптація картини 2012 року американського художника Кріса Шоу, яка вже була добре відома. Сам Шоу був здивований, побачивши, що в лютому 2022 року він «прокинувся й побачив зображення „Saint Javelin“, яке стало вірусним по всьому Інтернету як мем», цифрову зміну його картини 2012 року «Мадонна Калашникова». Шоу зазначив, що зміни були зроблені без його дозволу, але також заявив, що вони використовуються на благодійність, тому результати позитивні.
24.05.2022 був намальований мурал.

## Кампанія
Спочатку кампанія була невеликою, але стала популярною і розширила охоплення, щоб зібрати до березня 2022 року 1,1 мільйона доларів.
Крістіан Борис допоміг розробити зображення, відоме як «Saint Javelin», на якому зображена Діва Марія, яка тримає в руках протитанкову зброю FGM-148 американського виробництва. Ці ракети є серед озброєнь, які західні союзники надсилають українським силам для допомоги в їхній боротьбі.
Маркетолог і ексжурналіст заявив, що реакція на кампанію, яка продає зображення на всьому, від сумок до світшотів, прапорів і наклейок, була «приголомшливою», і щодня надходять тисячі замовлень. Усі гроші від цих продажів надходять безпосередньо до благодійних організацій, які допомагають Україні.
Станом на березень 2022 року в нього були плани щодо того, щоб кампанія «Saint Javelin» стала повноцінною, і сподівався найняти постійний персонал, щоб вона могла й далі підтримувати зусилля з відновлення протягом десятиліть після завершення поточного конфлікту.
Перші зусилля Борис зробив до повного вторгнення, 7 грудня 2021 року Він думав про мем як про жартівливий спосіб простого продажу наклейок і очікував, що продасть 50 або близько того, щоб мати можливість зробити невелику пожертву в розмірі 500 доларів. Після вторгнення російських військ увага світу звернулася до конфлікту, і він дуже швидко зібрав 40 000 доларів за короткий період.
Кампанія також включала інших «святих», які тримали різну іншу зброю, включаючи німецького святого з німецькою протитанковою зброєю «Saint Panzerfaust» та Мадонну з британською протитанковою зброєю «Saint NLAW».
Мем приєднався до інших популярних в Інтернеті проукраїнських мемів опору, зокрема «Російський військовий корабель, іди нахуй».